# Gluconat de calciu
Gluconatul de calciu este un compus chimic cu formula chimică C12H22CaO14. Este una din sărurile acidului gluconic și se produce prin neutralizarea acidului gluconic (C6H12O7) cu calcar sau carbonat de calciu (CaCO3).

## Utilizare
Gluconatul de calciu este utilizat în industria chimică, în industria alimentară și la tratament unei hiperkalemiei sau unei otrăviri cu acid fluorhidric.
În industria alimentară gluconatul de calciu este folosit ca aditiv alimentar sub numele E578, ca regulator de aciditate, sechestrant și stabilizator.

## Reacții adverse
Reacțille adverse al gluconatului de calciu includ: greață, constipație și dispepsie. Injecții intravenoase rapide pot cauza un nivel ridicat de calciu în sânge (hipercalcaemie), care poate provoca vasodilatație, aritmie cardiacă, presiune sanguină scăzută și bradicardie. Injecții intramusculare pot cauza necroză locală și formarea abceselor.